# 车冲水库
车冲水库是中国安徽省滁州市来安县境内的一座水库，位于淮河水系白塔河上，建于1972年。水库正常库容为662万立方米，集雨面积为21平方千米，海拔为47.5米。